# Cesare Alberico Lucini
Cesare Alberico Lucini (Milano, 10 gennaio 1730 – Milano, 19 febbraio 1768) è stato un arcivescovo cattolico e nunzio apostolico italiano.

## Biografia
Nato nella nobile famiglia dei Lucini di Milano, Cesare Alberico venne ordinato sacerdote il 27 gennaio 1760 e consacrato arcivescovo titolare di Nicea il 16 febbraio dopo l'ordinazione ricevuta da Clemente XIII.
Il 21 febbraio 1760 venne nominato nunzio apostolico in Germania rimanendo in carica sino al 18 dicembre 1766 quando venne trasferito alla nunziatura apostolica in Spagna.
Morì a Milano il 19 febbraio 1768.

## Genealogia episcopale e successione apostolica
La genealogia episcopale è:
- Cardinale Scipione Rebiba
- Cardinale Giulio Antonio Santorio
- Cardinale Girolamo Bernerio, O.P.
- Arcivescovo Galeazzo Sanvitale
- Cardinale Ludovico Ludovisi
- Cardinale Luigi Caetani
- Cardinale Ulderico Carpegna
- Cardinale Paluzzo Paluzzi Altieri Degli Albertoni
- Papa Benedetto XIII
- Cardinale Prospero Lorenzo Lambertini
- Papa Clemente XIII
- Arcivescovo Cesare Alberico Lucini

La successione apostolica è:
- Arcivescovo Maximilian Friedrich von Königsegg-Rothenfels (1761)